# Marvel Team-Up
Marvel Team-Up era una serie a fumetti pubblicata dalla Marvel Comics negli Stati Uniti ideata nel 1972 nella quale comparivano l'Uomo Ragno e altri personaggi dell'universo Marvel di volta in volta diversi. Ha avuto altre due edizioni nei decenni successivi.

## Storia editoriale
La prima serie, Marvel Team-Up (vol. 1), è composta da 150 numeri pubblicati da marzo 1972 a febbraio 1985. La serie è incentrata sulla personaggio dell'Uomo Ragno alleato a uno o più personaggi dell'universo Marvel. La seconda serie, Marvel Team-Up (vol. 2), è composta da 11 numeri pubblicati dal settembre 1997 al luglio 1998. La terza serie, Marvel Team-Up (vol. 3), è composta da 25 numeri pubblicati dal gennaio 2005 al dicembre 2006. Ultimate Marvel Team-Up è stata invece una serie pubblicata da aprile 2001 a luglio 2002 di sedici numeri che riprende la classica formula del Team-Up facendo incontrare l’Uomo Ragno con gli altri eroi dell'Universo Ultimate. 
Edizioni estere
Italia
Tutte e tre le serie sono state pubblicate in Italia da parte di vari editori. La prima serie venne pubblicata prevalentemente dall'Editoriale Corno sulle collane "Uomo Ragno" e "Il Settimanale de l'Uomo Ragno" e su alcuni numeri della serie dedicata ai Fantastici Quattro e, dopo il passaggio dei diritti della serie alla Star Comics, la pubblicazione è continuata su varie testate di questo editore. Dal marzo 2008 venne ristampata dal primo numero prima sulla rivista Spider-Man Collection e successivamente, nel 2011, sulla rivista Spider-Man Team-Up, entrambe edite in Italia dalla Panini Comics. La seconda serie è stata parzialmente pubblicata sulla collana Uomo Ragno Delux della Marvel Italia dal 1997 al 1998. La terza serie è stata completamente pubblicata sulla collana Uomo Ragno della Panini Comics dal 2005 al 2008.